# Billy Campbell
William Oliver Campbell Campbell, detto Billy (Charlottesville, 7 luglio 1959), è un attore statunitense.

## Biografia
Ha partecipato a film e serie tv. Tra i suoi ruoli ci sono: Cliff Secord/Rocketeer in Le avventure di Rocketeer; il texano Quincey P. Morris in Dracula di Bram Stoker di Francis Ford Coppola; Mitch Hiller in Via dall'incubo; Rick Sammler nella serie televisiva Ancora una volta.
È cugino dell'attore Bruce Campbell.

## Filmografia

### Cinema
- Bandiera a scacchi (1990)
- Le avventure di Rocketeer (The Rocketeer), regia di Joe Johnston (1991)
- Dracula di Bram Stoker (Bram Stoker's Dracula), regia di Francis Ford Coppola (1992)
- Gettysburg, regia di Ronald F. Maxwell (1993)
- La notte che non c'incontrammo (The Night We Never Met), regia di Warren Leight (1993)
- Via dall'incubo (Enough), regia di Michael Apted (2002)
- Gods and Generals, regia di Ronald F. Maxwell (2003)
- Ghost Town, regia di David Koepp (2008)
- Copperhead, regia di Ronald F. Maxwell (2013)
- Missione suicida (Operation Rogue), regia di Brian Clyde (2014)
- The Scribbler, regia di John Suits (2014)
- Troll, regia di Roar Uthaug (2022)
- Narvik (Kampen om Narvik), regia di Erik Skjoldbjaerg (2022)
- Trust, regia di Carlson Young (2025)
- So cosa hai fatto (I Know What You Did Last Summer), regia di Jennifer Kaytin Robinson (2025)

### Televisione
- Dynasty – soap opera, 19 puntate (1984-1985)
- Crime Story – serie TV, 31 episodi (1986-1988)
- Star Trek: The Next Generation – serie TV, episodio 2x04 (1988)
- Tales of the City – miniserie TV, 6 puntate (1993)
- Moon Over Miami – serie TV, 13 episodi (1993)
- More Tales of the City (1998)
- Further Tales of the City (2001)
- Ancora una volta (Once and Again) – serie TV, 63 episodi (1999-2002)
- Uno sconosciuto accanto a me (The Stranger Beside Me), regia di Paul Shapiro – film TV (2003)
- Law & Order: Special Victims Unit – serie TV, episodio 6x08 (2004)
- The O.C. – serie TV, 7 episodi (2005)
- 4400 – serie TV, 26 episodi (2004-2007)
- Shark - Giustizia a tutti i costi (Shark) – serie TV, 3 episodi (2007-2008)
- Un trofeo per Kylie (The Circuit), regia di Peter Werner (2008)
- Meteor - Distruzione finale (Meteor), regia di Ernie Barbarash – film TV (2009)
- Melrose Place – serie TV, 3 episodi (2010)
- The Killing – serie TV, 27 episodi (2011-2012, 2014)
- Killing Lincoln, regia di Adrian Moat (2013)
- Helix – serie TV, 26 episodi (2014-2015)
- Modus – serie TV, 8 episodi (2017)
- Cardinal – serie TV, 24 episodi (2017-2020)
- Mr. & Mrs. Smith – serie TV, episodi 1x03 (2024)

## Doppiatori italiani
Nelle versioni in italiano delle opere in cui ha recitato, Billy Campbell è stato doppiato da:
- Francesco Prando in Ancora una volta, 4400, The Killing, Killing Lincoln, Modus, Cardinal, Mr. & Mrs. Smith
- Vittorio De Angelis in Le avventure di Rocketeer, Via dall'incubo, Frasier, Lover's Knot
- Massimo Giuliani in Dynasty
- Sandro Acerbo in Star Trek: The Next Generation
- Loris Loddi in Meteor - Distruzione finale
- Roberto Pedicini in Shark
- Nino Prester in Dracula di Bram Stoker
- Massimo Rossi in Abramo
- Riccardo Rossi in Ghost Town
- Vittorio Guerrieri in The O.C.
- Luca Ward in Crime Story
- Pasquale Anselmo in Law & Order - Unità vittime speciali
- Alberto Bognanni in Troll
- Christian Iansante in Trust
- Carlo Scipioni in So cosa hai fatto
- Sacha De Toni in Crime Story - Le strade della violenza (ridoppiaggio)